# Micky Lynn
Micky Lynn (Englewood, Nueva Jersey; 10 de marzo de 1973) es una actriz pornográfica, modelo erótica y empresaria estadounidense.

## Biografía
Natural de Englewood, ciudad de Nueva Jersey ubicada en el condado de Bergen, Lynn nació en el seno de una familia de ascendencia alemana, irlandesa e italiana. Tenía 18 años de edad, a finales de 1991, cuando comenzó su carrera en la industria para adultos. Como la mayoría de actrices aspirantes empezó a trabajar en películas de aficionados, actuando en producciones de corte hardcore como los que publicaba Uncle Roy's Amateur Videos.
Tras dejar la Costa Este, se marchó a Los Ángeles, donde firmó un contrato de representación con la compañía de Sherman Oaks World Modeling, dirigida entonces por Jim South. Como actriz llegó a trabajar con estudios como VCA, Coast To Coast, Leisure Time, Vivid, Metro, Sin City, Fat Dog, Elegant Angel, Midnight Video, Evil Angel, Naughty America, Northstar, Adam & Eve, Score, Caballero, Wicked Pictures o Digital Playground, entre otros.
También desarrolló una carrera como modelo erótica, participando en sesiones fotográficas para revistas como Swank, Hustler, Fox, Orgy o Chick. Además, en 1995, fue protagonista de un especial del programa radiofónico The Howard Stern Show.
En 1996 recibió su única nominación en los Premios AVN, en la categoría de Mejor escena de sexo lésbico en grupo, junto a Caressa Savage y Summer Knight, por Pussyman 9.
En 2001 abandonó la industria pornográfica y se trasladó hasta Florida, donde fundó su empresa, Micky Lynn's Sinsational Boutique, con sede en Royal Palm Beach. Tras diecisiete años de ausencia en la industria, si bien hizo reapariciones puntuales, en 2018 volvió a reincorporarse para grabar nuevas escenas. Ha rodado más de 230 películas como actriz.
En 2018 fue incluida en el Salón de la Fama XRCO; un año más tarde lo sería del Salón de la Fama AVN.

## Premios y nominaciones
| Año  | Ceremonia   | Resultado | Premio                                | Trabajo               |
| ---- | ----------- | --------- | ------------------------------------- | --------------------- |
| 1996 | Premios AVN | Nominada  | Mejor escena de sexo lésbico en grupo | Pussyman 9 (en vídeo) |